# Ciclone tropical do Pacífico

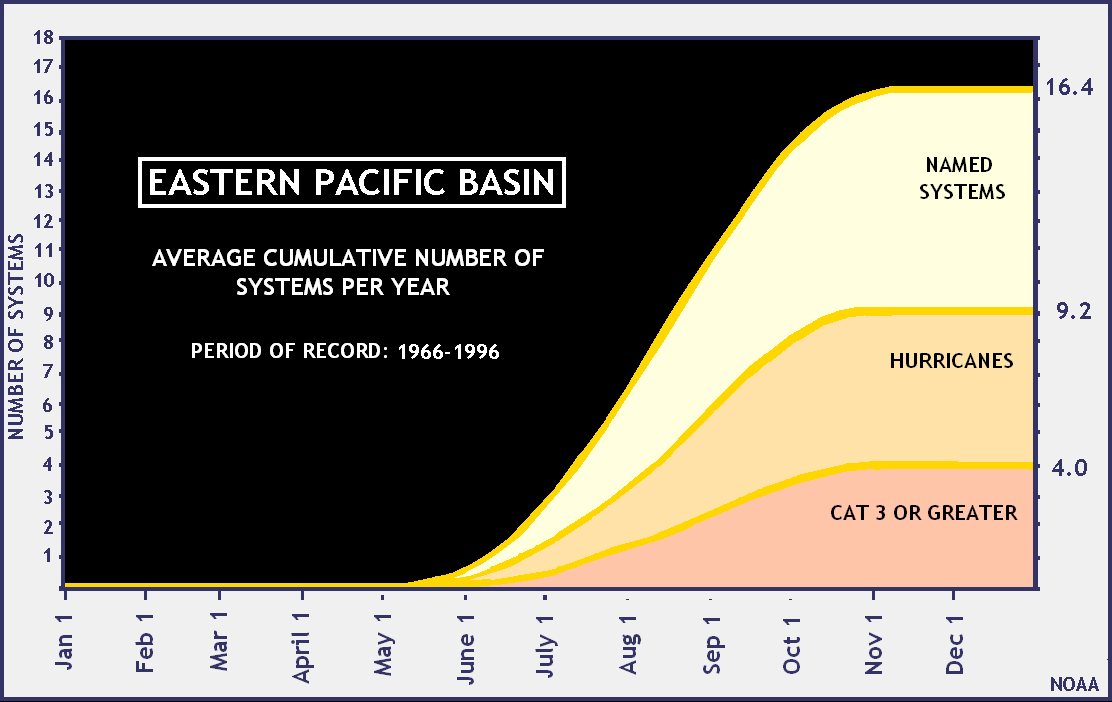
Gráfico mostrando a média acumulativa de furacões do Pacífico por ano

Um ciclone tropical do Pacífico é um ciclone tropical que se forma no oceano Pacífico nordeste e centro-norte. Para propósitos organizacionais, o oceano Pacífico norte é dividido em três regiões: Pacífico nordeste (entre a América do Norte e o meridiano 140°O), Pacífico centro-norte (entre o meridiano 140°O e a Linha Internacional de Data) e o pacífico noroeste (entre a Linha Internacional de Data e a Ásia). Portanto, um furacão do Pacífico é aquele que se forma a leste da Linha Internacional de Data. Os ciclones tropicais que se formam a oeste desta linha são chamados de tufões.
Os furacões do Pacífico geralmente se formam entre 15 de maio]] e 30 de novembro de cada ano. O Centro Nacional de Furacões é o encarregado pela Organização Meteorológica Mundial de monitorar estes sistemas, entre o meridiano 140°O e a América do Norte. O Centro de Furacões do Pacífico Central é o encarregado de monitorar estes sistemas entre a Linha Internacional de Data e o meridiano 140°O. Esta bacia é a segunda mais ativa do mundo, apenas perdendo para a bacia do Pacífico nordeste. Furacões do Pacífico freqüentemente afetam a costa ocidental do México e as ilhas adjacentes. Com menos freqüência, estes furacões afetam a América Central ou o Havaí. Em apenas uma ocasião, um furacão do Pacífico atingiu a costa oeste dos Estados Unidos.
A maior parte dos furacões do Pacífico ruma para oeste e para oeste-noroeste, devido a presença constante de uma alta subtropical sempre ao norte destes sistemas.